# Густаво дос Сантос
Густаво Машадо дос Сантос (21. фебруар 1991) је бразилски атлетичар, један од најбољих бразилских спринтера. Учествовао је на Светском првенству 2015. у Пекингу као члан штафете 4 х 100 метара.
Лични рекорд на 100 метара 10,26 постигао је у Сало Паулу